# Duarte Fernandes
Duarte Fernandes (século XVI) foi um diplomata português e o primeiro europeu a estabelecer relações diplomáticas com a Tailândia, no antigo Reino do Sião, em 1511, enviado à corte de Rama T'ibodi II ao tempo da conquista portuguesa de Malaca, por ordem do Governador da Índia Afonso de Albuquerque. Duarte Fernandes teria conhecimento e preparação da cultura da região, uma vez que anteriormente havia estado preso em Malaca.